# Dompierre-sur-Authie
Dompierre-sur-Authie – miejscowość i gmina we Francji, w regionie Hauts-de-France, w departamencie Somma.
Według danych na rok 2011 gminę zamieszkiwało 419 osób, a gęstość zaludnienia wynosiła 18 osób/km² (wśród 2293 gmin Pikardii Dompierre-sur-Authie plasuje się na 583. miejscu pod względem liczby ludności, natomiast pod względem powierzchni na miejscu 52.).